# Baní Suhajlá
Baní Suhajlá (arabsky بني سهيلا‎) je město v jižní části v Pásma Gazy v governorátu Chán Júnis. Nachází se na předměstí města Chán Júnis, asi 2 km východně od něj. Podle Palestinského statistického úřadu populace města narostla z 8 220 v roce 1945 na 32 800 v roce 2006. Území dnešního Baní Suhajlá bylo odnepaměti důležité díky jeho strategické poloze mezi Egyptem a Palestinou. V noci 31. srpna 1955 bylo napadeno izraelskými ozbrojenými silami. 5. dubna 1956 izraelské dělostřelectvo město ostřelovalo.